# Memphis Redbirds

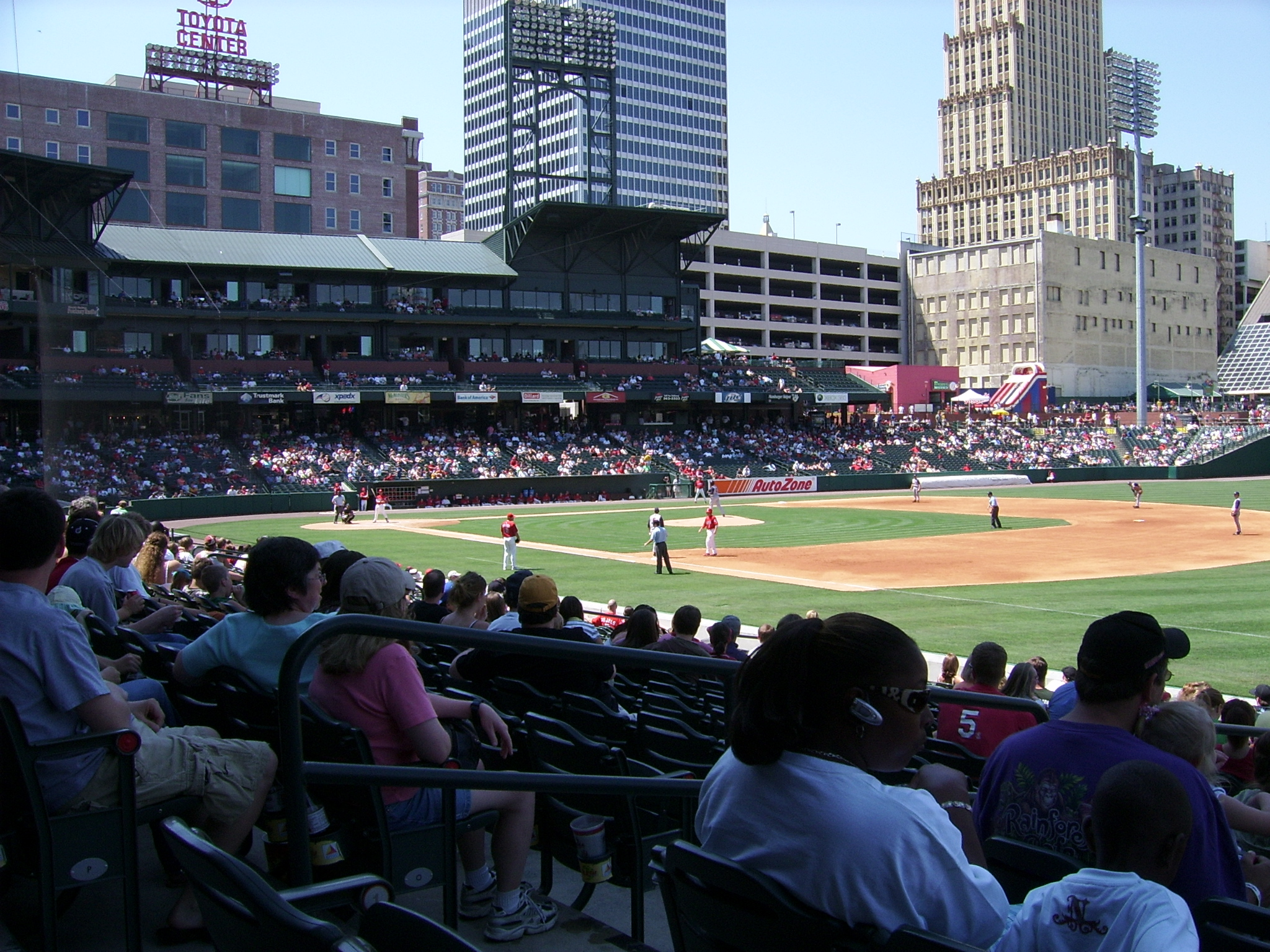
AutoZone Park

De Memphis Redbirds is een Minor league baseballteam uit Memphis, Tennessee. Ze spelen in de Northern Division van de American Conference van de Pacific Coast League. Hun stadion heet AutoZone Park. Ze zijn verwant aan de St. Louis Cardinals.